# Janez Kodrič
Janez Kodrič, slovenski duhovnik, mučenec in kandidat za svetnika, * 1. marec 1897, Studenice, † 17. oktober 1942, Gradina Donja, Bosna in Hercegovina (tedaj Neodvisna država Hrvaška).
Rodil se je očetu kmetu Antonu in materi Mariji (roj. Orešič).
Janez Kodrič se je po končani gimnaziji za nekaj časa zaposlil kot učitelj, nato pa šel v bogoslovje. 29. junija 1924 je prejel mašniško posvečenje. V Župniji Pišece je najprej deloval kot kaplan, 22. septembra 1937 pa je postal župnijski upravitelj.
Nacisti so ga nato 21. avgusta 1941 izgnali na Hrvaško, kjer je bil duhovnik v Velikem Trgovišću. S sobrati je rad prepeval slovenske pesmi. Septembra 1942 so začeli zapirati slovenske duhovnike, ki so delovali na Hrvaškem Zagorju. Čeprav jim niso očitali nič kaj posebnega, je naciste motilo, da so delovali v obmejnem pasu rajha. Tako so zaprli vse tamkajšnje slovenske duhovnike. Kodriča so aretirali 7. septembra 1942 in ga skupaj z ostalimi zaprli v Varaždinu. Od tam so 6 duhovnikov, med njimi Kodriča,  odpeljali v Koncentracijsko taborišče Jasenovac, ostale pa so dokaj kmalu izpustili. V Jasenovec so prispeli 20. septembra in med taboriščniki sprožili veliko začudenje, kako da tudi katoliški duhovniki prihajajo v taborišče. Tam so delovali kot negovalci v taboriščni bolnišnici. Ustaški funkcionarji, med njimi Vjekoslav Luburić, so jih obravnavali kot vse ostale taboriščnike, posebej pa so jim očitali delovanje duhovnika in politika Antona Korošca, ki da je »dvakrat rešil Jugoslavijo«.
17. oktobra so jih brez sodnega postopka in obtožbe hkrati z veliko skupino drugih taboriščnikov peljali ven iz taborišča na morišče. Na ukaz so morali duhovniki, ki so bili zvezani z žico, iti na čelu sprevoda in blagoslavljati taboriščnike ne glede na njihovo veroizpoved, ali so katoličani, pravoslavni, judje ali muslimani. Dejali so jim: »Na koncu pa bomo mi vas blagoslovili.« Kodrič je razumel, da to pomeni smrt, zato je takoj sezul čevlje in slekel suknjo in ju dal nekemu nagemu taboriščniku. Tako sta storila še dva druga duhovnika, saj so vsi videli, da jih ne bodo več potrebovali. Ubili so jih ponoči na Gradini na »običajen način«: najprej so jih z batom udarili po glavi, nato pa jim prerezali grlo. Naposled so trupla vrgli v Savo. V tej skupini umorjenih duhovnikov so bili še Franc Kač, Franc Grobler, Janez Rančigaj in češki duhovnik, delujoč na Slovenskem, Anselm Leo Polák. Edini duhovnik, ki se je rešil, je bil Anton Rantaša, ki ga je zdravnik Nikola Nikolić tisti dan zaradi bolezni poslal v taboriščno bolnišnico. Nikolić je bil tudi ta, ki je to zgodbo pripovedoval.
Že ob prihodu omenjenih duhovnikov v taborišče so obvestili dekana mariborskega stolnega kapitlja, Franca Cukalo, ki je kot duhovniški izgnanec pri zagrebškem nadškofijskem ordinariju neformalno zastopal izseljene duhovnike mariborske škofije, da je preko ordinariata skušal pri oblasteh intervenirati za njihovo izpustitev. Zaradi različnih zapletov je bil 11. novembra 1942 izpuščen samo Rantaša, saj so bili ostali že mrtvi.
Za Kodriča in ostale umorjene duhovnike teče postopek za priznanje mučeništva in svetništva v sklopu skupnega postopka Slovenskih mučencev 20. stoletja. Postulator je duhovnik Metod Benedik. Njegovo ime je bilo na odstranjeni spominski plošči duhovnikom žrtvam fašizma na Brezjah.